# Henri-François des Herbiers, marquis de l'Estenduère
Henri-François des Herbiers de L'Estenduère,, né à Angers le 6 juin 1682 et décédé à Rochefort le 26 mars 1750, est un officier de marine et aristocrate français des XVIIe et XVIIIe siècles. Issu d'une famille de la noblesse poitevine, il commence son apprentissage de la navigation sous les ordres de son oncle et entre très jeune dans la Marine royale. Il se distingue pour la première fois pendant la guerre de Succession d'Espagne pendant au large de Vélez-Málaga puis de Marbella, avant de se livrer quelque temps à la guerre de course. Dans les années 1720, il effectue plusieurs voyages en Nouvelle-France et effectue des relevés hydrographiques du Saint-Laurent. Il sert à nouveau pendant la guerre de Succession de Pologne et pendant la guerre de Succession d'Autriche.
En 1747, il réalise son plus grand fait d'armes au combat du cap Finisterre au large des côtes espagnoles de Galice. Chargé d'escorter un convoi marchands pour les Antilles avec huit vaisseaux, il est attaqué le 14 octobre par les 14 navires britanniques du contre-amiral Hawke, et soutient plus de sept heures de combat acharné. Six vaisseaux français sont capturés, mais le convoi est presque totalement sauvé. Il réussit lui aussi à échapper à la capture, alors que son vaisseau, Le Tonnant (80 canons) est en partie démâté. Son second, le marquis de Vaudreuil, sur l'Intrépide (74), vire de bord et traverse la ligne anglaise pour le dégager puis le prendre en remorque et rentrer sur Brest à la faveur de la nuit. Il termine sa carrière avec le grade de chef d'escadre.

## Biographie

### Origines et famille
Henri-François des Herbiers descend de la Maison des Herbiers, une ancienne famille de la noblesse du Poitou et de l'Aunis dont l'origine remonte au XIe siècle. Un Almeric Desherbiers tenait un rang distingué à la cour du roi Philippe Ier ; et son fils, Geoffroi Desherbiers, accompagne Guillaume IX d'Aquitaine dans son voyage en Terre sainte, en 1100. Leurs descendants servent le royaume de France, avec distinction, sur mer et sur terre. Jean Desherbiers, chevalier, seigneur de l'Estenduère, est tué à la bataille de Poitiers, en 1356. Plusieurs seigneurs de l'Estenduère entrent dans l'ordre de Malte. Cette famille est attachée au corps royal de la marine depuis environ 1580. Sa famille, qui a fourni au royaume de France plusieurs officiers d'épée était apparentée aux familles Sourdis, du Chaffault et de La Roche-Saint-André.
Son père, Henri Auguste des Herbiers, seigneur de L'Estenduère, était capitaine de vaisseau dans la Marine royale. Chevalier de Saint-Louis, il se distingue en plusieurs occasions pendant la guerre de Hollande. Le 3 mai 1678, il épouse Marie Françoise Henriette de L'Esperonnière (1654-1685). De cette union naissent trois enfants :
- Alexis Augustin des Herbiers marquis de L'Estenduère (1680-1754)
- Henri François des Herbiers de L'Estenduère (1682-1750)
- Marie Henriette des Herbiers de L'Estenduère, elle épouse le 5 septembre 1701, Antoine d'Arcemalle

### Jeunesse et débuts pendant la guerre de la Ligue d'Augsbourg
Henri-François des Herbiers, nait à Angers, le 6 juin 1682. Ses parents, voulant lui donner une éducation conforme à sa naissance, confient son éducation aux meilleurs maîtres de la ville. Il fait des progrès rapides dans ses études, et se serait, sans doute, signalé dans celles-ci si son oncle, Armand des Herbiers, qui était capitaine de vaisseau, et qui commandait Le Téméraire, n'avait cru trouver en lui des dispositions pour la carrière des armes. Il le prend sur son vaisseau et lui donne les premières leçons de navigation. Il charge le pilote de lui apprendre la navigation ; et exige que son neveu lui rende compte des instructions qu'il avait prises. Il en fait un si bel éloge à M. de Montbault, qui était « oncle à la mode de Bretagne », du jeune de l'Estenduère, que ce dernier accepte de contribuer à son éducation et à son avancement.

#### La bataille de Lagos (1693)

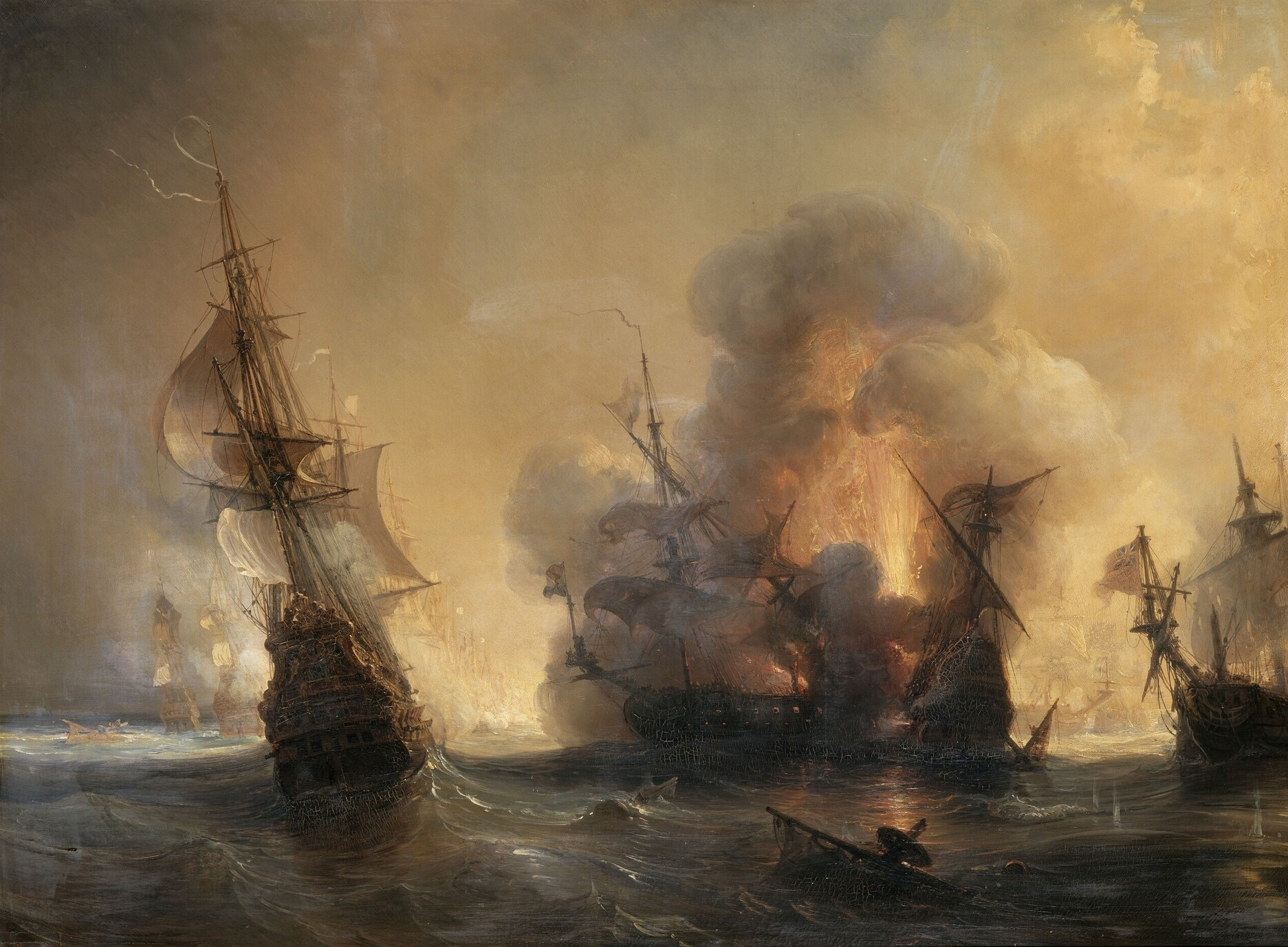
Bataille de Lagos, au large du Portugal, Huile sur toile de Théodore Gudin

Montbault qui commande, par la suite, Le Téméraire, emmène le jeune l'Estenduère avec lui lorsqu'il reçoit l'ordre de rejoindre l'escadre que le maréchal de Tourville conduisait en Méditerranée, pour intercepter une flotte considérable que les Britanniques attendaient en provenance de Smyrne, et qui était chargée d’immenses richesses. Le jeune de l'Estenduère est témoin de la défaite de plusieurs vaisseaux de guerre et de la prise d'une grande partie de la flotte marchande. Animé du désir de s'instruire dans l'art de la marine, il examine avec attention toutes les opérations du maréchal, et cette campagne est, pour lui, très instructive.
L'année suivante, Montbault l'embarque avec lui en qualité de matelot, sur Le Bizarre qu'il commandait, afin qu'en obéissant, il apprenne à commander, et connaisse tous les aspects nécessaires pour être un bon officier de marine.

### Carrière dans la Marine royale
Des Herbiers, son oncle, voyant qu'il assimilait assez bien la manœuvre, lui fait apprendre les mathématiques, et le fait entrer dans les gardes-marine, en 1697, à l'âge de 14 ans. Il parcourt avec lui les côtes de la Rochelle, lui fait examiner les batteries qui y étaient placées, et le ramène à Rochefort pour y continuer son apprentissage. Ses dispositions et l'application qu'il met lui permettent de faire des progrès rapides. Voulant joindre la pratique à la théorie, il s'embarque sur le vaisseau L’Emporté, que commandait Monsieur de Belle-Isle Erard.
Son oncle qui se faisait un devoir de veiller à son instruction, le fait embarquer avec lui, l'année suivante, sur le vaisseau Le Faucon, dont il avait le commandement. Il le fait sous-lieutenant en pied, afin qu'il apprenne l'arrimage et tous les détails nécessaires à l'armement d'un vaisseau. Le jeune l'Estenduère ne tarde pas à connaître toute l'étendue de l'art de la marine et les officiers qui servaient avec lui, admiraient ses connaissances. Il est nommé aide-d'artillerie, alors qu'il n'est âgé que de 19 ans ; ce qui est une preuve de la considération qu'il avait acquise dans le corps de la marine.

#### Guerre de Succession d'Espagne (1701 - 1714)
En 1703, il est envoyé au département de Port-Louis, où il est employé à l'armement et au désarmement des batteries de la côte. Il s'acquitte de toutes les commissions dont on le charge, « avec tant d'intelligence et de zèle, que les officiers, sous lesquels il sert, font son éloge au ministre. »
À cette époque, presque toutes les puissances d'Europe s'unissent contre Louis XIV, pour l'empêcher de placer le duc d'Anjou, son petit-fils, sur le trône d'Espagne. L'Angleterre et la Hollande déploient une importante flotte pour attaquer les côtes d'Espagne. Louis XIV ordonne de construire des vaisseaux dans les ports de Méditerranée et de l'océan Atlantique ; et nomme son fils légitimé le comte de Toulouse au poste de grand-amiral de France ; il charge le maréchal de Cœuvres de servir sous lui, et de diriger toutes les opérations de la campagne. Ils sortent du port de Brest le 16 mai 1704, avec une puissante escadre, et partent rejoindre celle de Toulon, basée en Méditerranée. L'Estenduère, qui avait été nommé enseigne de vaisseau en 1703, sert en cette qualité, sur la frégate La Prohibition, commandée par Monsieur de Puligny. Il passe ensuite sur Le Gaillard, commandé par le chevalier d'Osmond. L'Estenduère parvient, par son intelligence et son travail, se concilier l'estime de cet officier, au point qu'il ne cessait de faire son éloge ; ce qui était d'autant plus flatteur pour lui, que le chevalier d'Osmond s'était presque toujours plaint de ceux qui étaient sous ses ordres.
Alors que le vaisseau Le Saint-Michel, commandé par de Riberet, se trouvait en danger. Le chevalier d'Osmond dit au comte, qu'il ne connaissait pas d'officier sur la flotte qui soit plus à même de secourir Le Saint-Michel que le chevalier de l'Estenduère. Le comte de Toulouse dit à ceux qui l'entouraient : « Il faut en croire d’Ossemondt car il n’a jamais loué que cet officier,. » Le prince ordonne aussitôt qu'on détache une chaloupe, pour aller au secours du Saint Michel, et en donne le commandement à L'Estenduère. Le jeune officier se comporte agit avec tant de célérité, qu'il sauva le vaisseau. M. de Riberet fait au comte de Toulouse les récits de son naufrage, et ajoute : « Monseigneur, M. de L’Estenduère mérite le grade de lieutenant de vaisseau, pour ce qu’il a fait. J'ai moi-même avancé dans la marine pour une action moins utile et moins glorieuse. » Le comte de Toulouse conçut tant d'estime pour ce jeune officier, dont tout le monde lui faisait l'éloge, qu'il résolut de travailler à son avancement.

##### Bataille de Vélez-Málaga (24 août 1704)

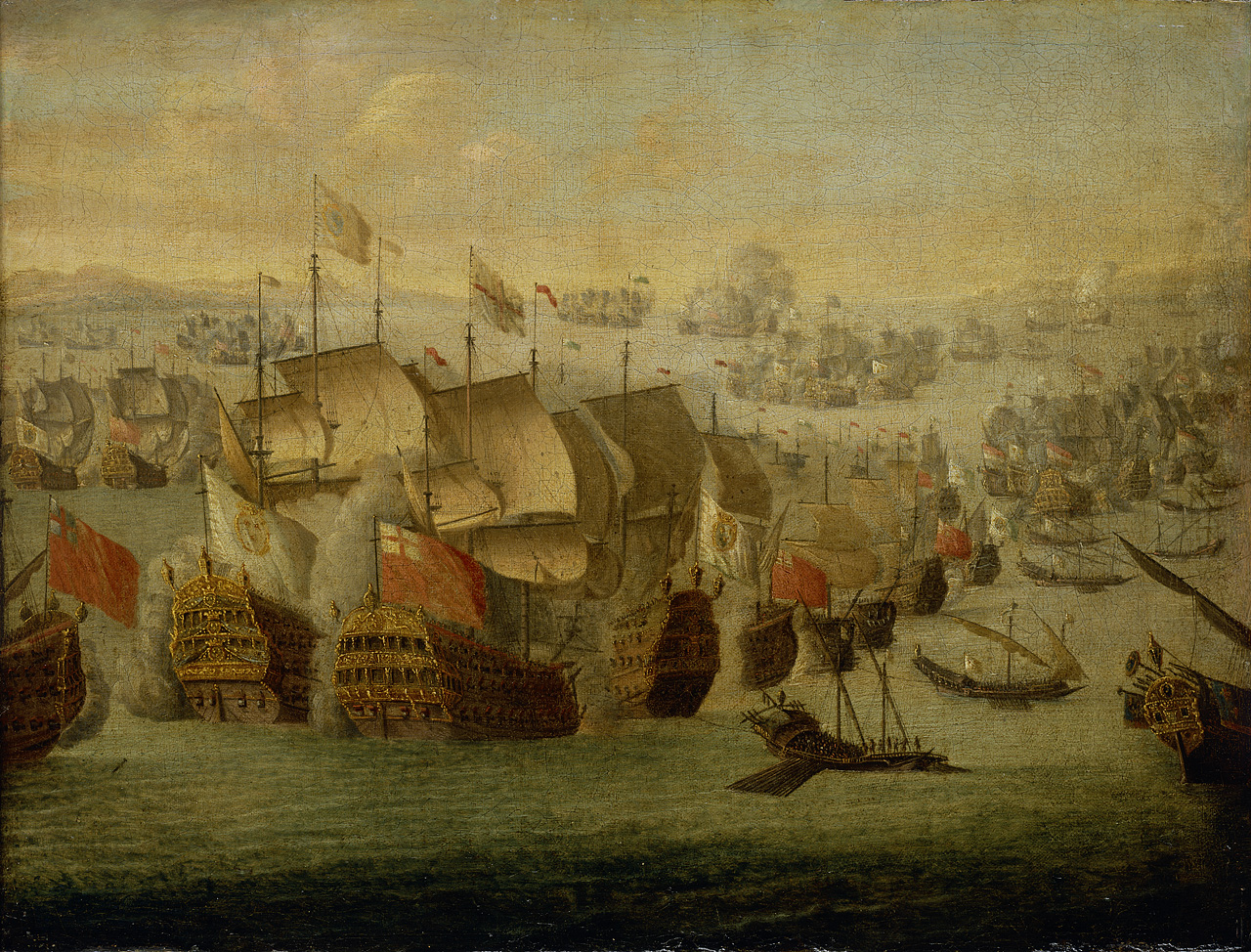
La bataille de Vélez-Málaga, 24 août 1704

À la fameuse bataille navale de Vélez-Málaga, qui a lieu le 24 août 1704, L’Estenduère est blessé à la tête par éclat de bombe, qui lui fracasse la mâchoire. Cette action est la dernière bataille considérable, qui se soit livrée sur mer pendant le règne de Louis XIV.
Philippe V voulait reprendre Gibraltar, dont les Anglais s’étaient emparés, et fait attaquer cette place peu de temps après la bataille de Vélez-Málaga. Le marquis de Châteaurenault est chargé de conduire cette opération, et de Pointis reçoit l'ordre d'aller mouiller dans la rade, avec une escadre française de quatorze vaisseaux, afin de protéger les assiégeants par le feu de son artillerie. L'Estenduère, qui n'était pas encore guéri de sa blessure, prie de Pointis de le laisser monter sur la frégate L’Étoile, que le général commande lui-même, et se distingue dans plusieurs actions, au point que Pointis fait son éloge en présence de tous les officiers de l'escadre. Gabaret, qui commandait Le Sévissant, ayant été blessé et mis hors d'état de servir, de Pointis prend le commandement du Sévissant, et le confie celui de la frégate L’Étoile à L'Estenduère, le préférant à plusieurs officiers qui étaient plus anciens que lui.

##### Bataille de Marbella (21 mars 1705)
L'amiral Rooke sort de Méditerranée après la bataille de Vélez-Málaga ; mais il y laisse une forte escadre, commandée par le contre-amiral Leake, et le charge de veiller à la conservation de Gibraltar, lorsqu'il aurait fait radouber ses vaisseaux à Lisbonne. Le marquis de Châteaurenault continue le siège de cette place, et espère s'en rendre bientôt maître. Il fait venir une grande quantité de chaloupes, pour donner l'assaut du côté du nouveau môle ; mais Leake a déjà fait radouber ses vaisseaux. Il part de Lisbonne, trompe la vigilance de Pointis, et jette ses forces au secours de Gibraltar. Il est renforcé par plusieurs vaisseaux hollandais et portugais, qui avaient trouvé refuge dans le Tage, et a vingt-trois vaisseaux de ligne. Aidé par un brouillard qui empêche qu'on ne l'aperçoive à une certaine distance de la côte, il se présente à l'entrée de la baie de Gibraltar, où il ne trouve que cinq bâtiments français ; les autres, ayant chassé sur leurs ancres, ont été obligés de gagner le large et de les abandonner. Pointis, à la vue inopinée de l'escadre ennemie, coupe ses câbles, appareille, et parvient à doubler Gibraltar : mais les équipages sont trop affaiblis, par les maladies, par les détachements qu'il a été obligé de faire pour le siège et ses vaisseaux, n'étant pas carénés de frais ; il est rejoint, après deux heures de chasse. Le premier bâtiment français oppose peu de résistance. Les quatre autres se défendent avec vigueur. De Pointis, de Lauthier et de l'Estenduère parviennent à passer au travers de la flotte ennemie, et vont s'échouer près de Marbella, à l'ouest de Malaga, où ils brûlent leurs vaisseaux. Cette défaite aurait pu être évitée si de Pointis avait eu la précaution de mettre quelques bâtiments légers à la hauteur du cap Saint-Vincent pour l'avertir des mouvements de l'ennemi.
Après avoir échoué son bâtiment, l'Estenduère fait d'abord débarquer son équipage ; puis, étant resté seul avec son canonnier, il met le feu à sa frégate et s'embarque ensuite sur son canot. Mais en s'éloignant, il ne voit pas de flammes et retourne vers sa frégate pour le mettre une seconde fois. C'est alors qu'il monte l'échelle qu'il voit la flamme sortir par un des sabords et se retire aussitôt, mais pas assez vite pour éviter les éclats du vaisseau qui brûle. Il n’est pas blessé mais il perd, dans cette circonstance, tous ses effets et tous ses papiers.

##### Convalescence et mort de son frère
Peu de temps après cet événement, de l'Estenduère tombe gravement malade à la suite de la blessure qu'il a reçue à la bataille de Vélez-Málaga. Craignant de manquer une occasion de se distinguer, il n'avait pas pris les précautions nécessaires pour se faire guérir. Son état est tel que sa famille pense un moment que sa fin est proche ; mais il parvient finalement à se rétablir. Il est cependant sujet à des maux de tête pendant tout le reste de sa vie. Lorsqu'il est rétabli, il apprend le décès de son frère, Antoine Benjamin des Herbiers d'Ardelay, chevalier de Malte, et garde de la marine, qui a la tête emportée par un boulet de canon. Ce dernier servait, au siège de Gibraltar, en qualité d'officier d'artillerie.

##### Siège de Barcelone
Louis XIV s'était fait fort de soutenir son petit-fils, Philippe V sur le trône d'Espagne, et de le seconder dans toutes ses entreprises. Ayant appris que ce dernier faisait le siège de Barcelone, il fait équiper une flotte à Toulon ; en donne encore le commandement au comte de Toulouse, et charge le maréchal de Cœuvres de diriger une seconde fois ses opérations. Ils se rendent rapidement devant cette ville, pour en bloquer le port et empêcher que les ennemis n'envoient des renforts à la place. L'Estenduère demande à servir dans cette flotte. Le comte de Toulouse, qui connaissait son mérite, le nomme lieutenant de L’Arragon que commandait son oncle, Armand des Herbiers. Lorsque les Anglo-hollandais apprennent que le comte de Toulouse bloque le port de Barcelone, ils envoient une importante flotte commandée par John Leake. Le comte de Toulouse et le maréchal de Cœuvres, informés que cette flotte avait passé le détroit de Gibraltar et était entrée en Méditerranée, détachent plusieurs vaisseaux, pour aller à la découverte, afin d'être avertis quand la flotte ennemie approcherait, et de savoir de combien de vaisseaux elle était composée.
L’Arragon, qui faisait partie des vaisseaux d'observation, tombe sur la flotte ennemie et est capturé. L'Estenduère est séparé de son oncle Armand des Herbiers. On les met sur deux vaisseaux différents. Après une courte captivité, il parvient à s'échapper et à rallier la flotte française. Il avertit le comte de Toulouse et le maréchal de Cœuvres que la flotte ennemie approchait, et qu'elle était composée de quarante-huit vaisseaux de guerre, ainsi que d'un nombre important de bâtiments de transport. Comme celle de France n'était composée que de trente vaisseaux de ligne, le comte et le maréchal décident de lever l'ancre et de retourner à Toulon. Le roi d'Espagne est contraint de lever le siège de Barcelone.
Sur le témoignage que le comte de Toulouse et du maréchal de Cœuvres rendent à la Cour du talent de l'Estenduère, le Roi lui accorde le brevet de lieutenant de vaisseau, le 1er novembre 1705.

##### Guerre de course
Les finances de Louis XIV étant insuffisantes pour qu'il puisse armer une flotte capable de résister à celle des alliés, le roi fait diviser en plusieurs escadres ce qui lui restait de vaisseaux. Il en donne le commandement à Messieurs de Forbin, Duguay-Trouin, des Augiers et Bart, fils du célèbre Jean Bart qui portent fortement atteinte au commerce des Anglais et des Hollandais.
En 1706, il s'embarque en cette qualité sur le vaisseau L'Achille, commandé par de Lupé, qui faisait partie de l'escadre de Monsieur des Augiers, qui avait ordre d'aller croiser sur les côtes d'Afrique, et d'y attendre une flotte hollandaise qui devait partir pour les Indes orientales. Des Augiers la rencontre, capture trois vaisseaux de ligne, chargés de marchandises et d'argent. Peu de temps après, il capture encore, sous le canon même de Sainte-Hélène, deux vaisseaux anglais qui revenaient des Indes et qui étaient chargés de pierreries et d'autres marchandises précieuses. Monsieur de Lupé étant mort pendant cette campagne, des Augiers donne le commandement de L'Achille à l'Estenduère, le préférant à trois lieutenants, plus anciens que lui, qui se trouvaient dans l'escadre et qui sollicitaient cet honneur. Jean-Baptiste du Casse, alors chef d'escadre, ayant entendu faire l'éloge de ses talents, le demande, pour servir avec lui sur Le Magnanime, en qualité de lieutenant. Peu de temps après, le comte de Chavagnac, qui avait aussi entendu parler de lui, le demande à Ducasse, et fait de lui son premier lieutenant. L'Estenduère sert successivement sous plusieurs officiers généraux en 1707 et 1708 lors de missions d'escortes de galions espagnols, et ne manque jamais de se distinguer.

##### Bataille du cap Lizard

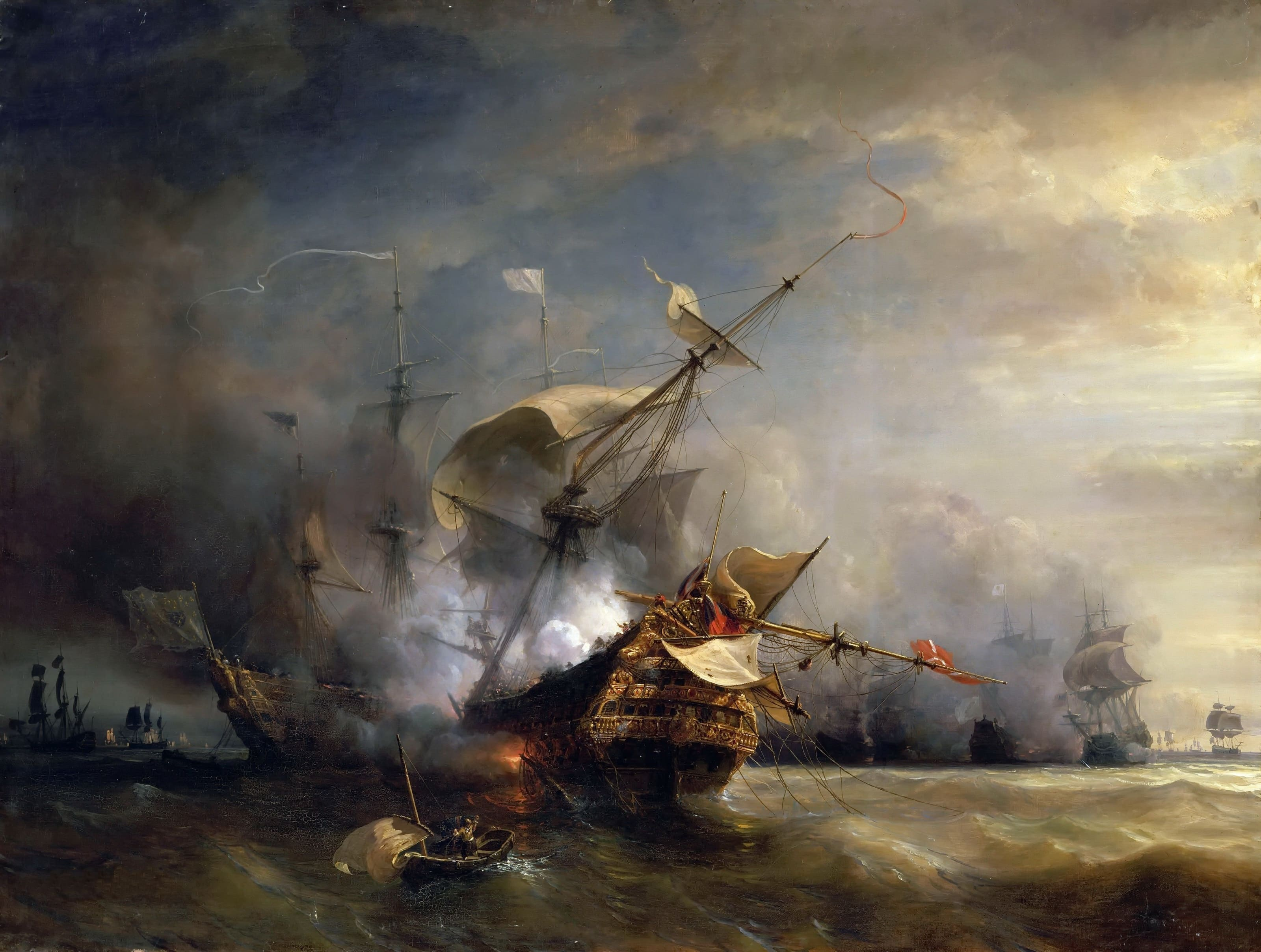
Bataille du cap Lizard
Huile sur toile par Théodore Gudin

Enfin Duguay-Trouin, ayant appris, en 1709, qu'une flotte de soixante navires marchands, devait sortir d'un port d'Irlande, pour se rendre en Angleterre, il équipe une escadre composée d'un vaisseau de guerre et de trois frégates, L'Achille, L’Amazone, La Gloire et L’Astrée, pour aller croiser sur son passage. Il cherche des officiers de qualité pour l'accompagner et l'Estenduère est l'un des premiers sur lesquels il se porte : il le demande au ministre et le prend avec lui, en qualité de capitaine en second, sur L’Achille qu'il commande lui-même. Il découvre la flotte des ennemis, au large du cap Lizard, attaque les vaisseaux de l’escorte, et capture une partie des vaisseaux marchands. Il les aurait tous pris, sans une tempête qui l'éloigne des ennemis. Duguay-Trouin peut constater, par lui-même, les talents de L'Estenduère et en fait l'éloge au ministre.
En 1710, l'Estenduère perd son oncle, M. des Herbiers, qui lui avait servi de père et de maître. Son oncle laisse un fils âgé de seulement 10 ans et l’Estenduère se fait un devoir de lui marquer toute la reconnaissance qu'il devait à son père, en le prenant sous sa protection et en lui donnant toutes les instructions qu'il croyait lui être nécessaires. Pour ôter au jeune homme le poids de l'obligation, il lui dit : « Mon enfant, je vous rends ce que votre père m'a donné : c'est de lui que j'ai reçu les instructions que vous prenez de moi. C'est à ses soins et à ses peines que je dois le peu de connaissance que j'ai dans la marine ; c'est enfin lui qui vous instruit par ma bouche. »
II reçoit l'ordre d'embarquer, la même année, sur L'Élisabeth, et de conduire le ministre de la Marine Pontchartrain à la Martinique. De retour en France, il continue à servir en qualité de lieutenant de vaisseau. En 1711, il est chargé de superviser la construction et l'armement de La Vénus au port de Brest. La paix ayant été signée, le 11 avril 1713, il rentre dans sa famille se reposer.

#### Missions aux Indes orientales
Entre 1712 et 1716, il prend part à une mission en Inde, au cours de laquelle il effectue des relevés hydrographiques. En 1720, Pontchartrain le charge d'équiper la frégate La Vénus et lui en donne le commandement. Il l'informe que le Roi lui demande d'accompagner l'escadre que Guymont du Coudray avait ordre de conduire aux Indes orientales. Pendant ce voyage, l'Estenduère s'occupe d'examiner les côtes, les rades et les ports qui se trouvaient sur sa route. Il lève les plans, et les trace sur des cartes. Il y ajoute des remarques utiles pour les expéditions que le royaume de France pourrait faire dans ce pays, en cas de guerre.

#### Voyages d'exploration et de cartographie en Nouvelle-France

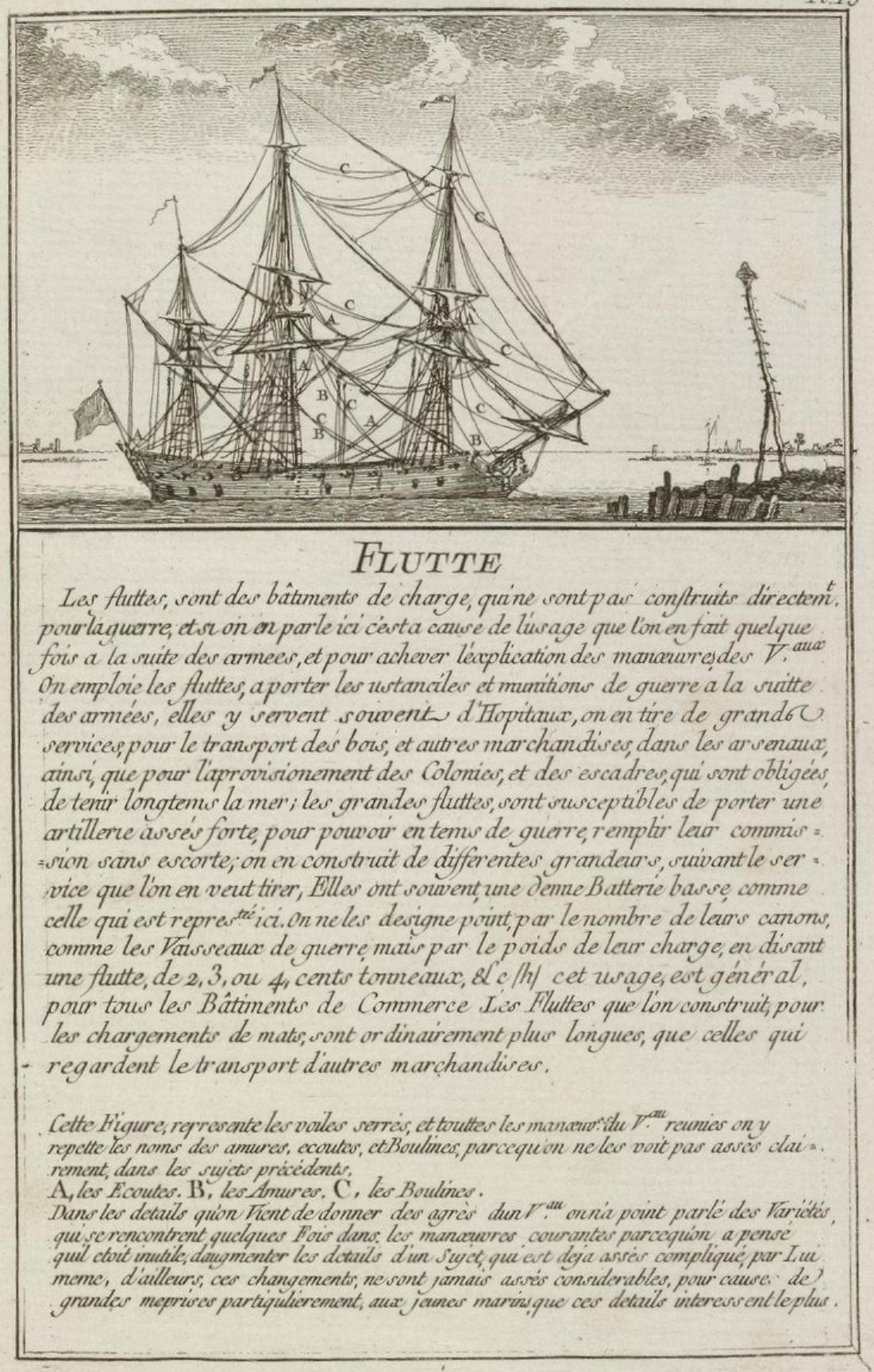
Flûte militaire française du XVIIIe siècle, telle que le Porte-Faix et le Dromadaire que commanda L'Estenduère dans les années 1720.

En 1721, il commande la flûte Le Porte-Faix, pour l'île Royale, aujourd'hui île du Cap-Breton, située à l'entrée du golfe du Saint-Laurent,.
L'Estenduère remplit si bien les missions dont la Cour l'avait chargé, et fait des observations si utiles, que le conseil de marine lui témoigne sa satisfaction. Le comte de Toulouse, à qui on communique ses travaux, lui écrit, le 21 juin 1722, une lettre : « J’ai été si content de la conduite que vous avez tenue dans le voyage que vous venez de faire, et de vos observations sur la terre de Labrador, que je vous ai proposé, cette année, au roi, pour la même destination. Vous pouvez compter que je serai fort aise de trouver d'autres occasions ne vous donner des marques de l'estime que j'ai pour vous. »
Le roi lui donne, en effet, le commandement de la flûte Le Dromadaire, et il part, pour un second voyage, dans ce même pays, début août 1722, rectifie les observations qu'il avait faites lors du premier, et trace des cartes de cette partie de l'Amérique.
En 1725, il monte encore Le Dromadaire, et fait un troisième voyage à l'île Royale. Le comte de Toulouse, qui s'était fait fort de protéger les officiers de marine, lorsqu'ils montraient des talents supérieurs, sollicite, pour lui, le grade de capitaine de vaisseau, et l'obtint en 1727. Maurepas, alors ministre de la Marine, annonce cette nouvelle à l'Estenduère, par une lettre dans laquelle le ministre fait l'éloge de son zèle et de ses talents.
Depuis plusieurs années, le marquis de l'Estenduère souffrait de la maladie de la pierre. Il se rend à Paris pour se faire soigner, et reçoit à Versailles un accueil qui le flatte beaucoup. Maurepas l'invite plusieurs fois à manger, et lui promet de faire tout ce qui dépendrait de lui pour son avancement. Le comte de Toulouse lui donne les plus grandes marques d'estime et d'amitié. Il n'était pas encore guéri en 1730 lorsqu'il accepte le commandement du Héros, que l'on voulait envoyer au Canada Pendant cette campagne, il fait encore des relevés hydrographiques des côtes maritimes et du fleuve Saint-Laurent, dont il dresse une carte. On présent alors l'utilité de la colonie qui était établie à Québec, et la navigation sur le fleuve Saint-Laurent. On l'y renvoie, en 1733, en lui permettant d'y faire faire tous les travaux qui lui paraitraient nécessaires.

#### Guerre de Succession de Pologne
L'Europe était alors en paix ; de la Russie au Portugal, les différentes puissances cherchent les moyens de faire fleurir leur commerce ; mais la mort d'Auguste II, électeur de Saxe et roi de Pologne, ravive la menace d'une guerre entre le Saint-Empire et le royaume de France. Stanislas Leszczynski est élu une seconde fois roi de Pologne. Mais Charles VI se déclare pour Auguste III, fils d'Auguste II, et fait procéder à une nouvelle élection qui est appuyée par ses armes et celles de l'impératrice de Russie, Anna Ivanovna.
Le prétexte dont Charles VI se sert, est qu'Auguste III est son petit-neveu ; mais le véritable motif de son refus, est qu'il ne voulait pas laisser monter sur le trône de Pologne un prince dont les intérêts étaient intimement liés avec ceux du roi de France. Les mêmes raisons conduisent l'impératrice de Russie à joindre ses forces à celles de l'empereur.
Pour soutenir le roi Stanislas, il aurait fallu que la France envoie une armée par mer, mais le cardinal de Fleury, alors ministre, craignait que l'Angleterre — voyant la France équiper une flotte — ne s'inquiète et se range aux côtés de l'empereur. Il n'envoie en Pologne qu'une faible escadre, transportant que 1 500 hommes et Stanislas, abandonné de tous ses partisans, est obligé d'abdiquer.
Pour se venger de l'empereur, la France s'unit à l'Espagne et au royaume de Sardaigne, qui avaient, comme elle, le projet d'affaiblir la maison d'Autriche. Charles VI du Saint-Empire perd plusieurs batailles en Italie, et les Anglais, restent quelque temps neutres ; mais, voyant se dessiner la défaite de leur allié autrichien, ils sortent de leur neutralité, et arment une flotte considérable. La cour de France, à cette nouvelle, donne l'ordre à René Duguay-Trouin d'armer une flotte à Brest, d'en prendre le commandement et d'attaquer celle des Anglais, en cas qu'elle voulut commettre quelque acte d'hostilité. Connaissant le talent de l'Estenduère, il le demande pour capitaine en second, mais Traité de Vienne est signé en 1738, le Saint-Empire cède la Lorraine à la France, et l'armement de Brest est suspendu.
L'estime que tous les officiers généraux marquaient à l'Estenduère et la préséance qu'ils lui donnaient sur la plupart de ceux qui occupaient le même grade, ne manquent pas d'exciter une certaine jalousie à son encontre. On cherche à le desservir auprès du ministre de la Marine. Il en est informé, et écrit à Maurepas une lettre :

« Monseigneur,
 
J'ai appris qu'on cherchait à me desservir auprès de votre grandeur ; mais vous êtes juste, je suis sans crainte, parce que je suis sans crime. J'espère que mon zèle pour le service du roi, mes actions et le témoignage des officiers généraux, sous lesquels j'ai eu l'honneur de servir, seront ma justification.

J’ai l'honneur d'être, avec le plus profond respect, de votre grandeur, Monseigneur, le très-humble & très-obéissant serviteur »

— Desherbiers de  L’Éstenduère
Maurepas, qui l'estimait, parce qu'il avait entendu plusieurs fois faire son éloge par des officiers, lui fait cette réponse, dans une lettre du 6 octobre 1734 : « Cessez de penser qu'on ne vous ait desservi au près de moi. Je juge des hommes par leurs œuvres, non sur de simples rapports ; les effets vous feront juger que, si j'ai des préjugés, ils sont tous en votre faveur. »
En 1736, Louis XV nomme l'Estenduère commissaire-général d'artillerie au département de Rochefort. Il emmène avec lui François des Herbiers, son fils, bien que ce dernier n'ait que 13 ans. Il veut lui donner, dès le plus jeune âge, des leçons de navigation et d'artillerie, afin qu'il soit en état de commander, à un âge où les autres sont encore occupés à s'instruire.

#### Guerre de l'oreille de Jenkins (1739-1748)
En 1739, un différend entre l'Angleterre et le royaume d'Espagne relatif à la liberté de commercer entre l'Europe et les établissements d'Amérique, et à la traite des noirs rend un nouveau conflit inévitable.
La France ne souhaite pas s'engager dans une nouvelle guerre ; mais Louis XV sent qu'il est nécessaire de porter secours à l'Espagne et de s'opposer aux progrès de l'Angleterre dont l'objectif était de conquérir toute l'Amérique. Le marquis d'Antin, vice-amiral de la flotte du Ponant basée à Brest, reçoit l'ordre d'équiper une escadre de vingt-deux vaisseaux de ligne. L'Estenduère reçoit le commandement du Mercure, 50 canons, qui faisait partie de cette escadre. Il embarque avec lui son gendre et son fils, François des Herbiers, alors âgé de 15 ans, à qui il voulait enseigner la pratique, après lui avoir appris la théorie à Rochefort.
L'escadre du marquis d'Antin part de Brest au mois de mai 1740. Arrivée au large des côtes de l'Amérique, le marquis d'Antin détache Le Mercure avec trois autres vaisseaux, pour se rendre à la Martinique, afin de mettre l'île en état de défense, au cas où les Anglais essayent de l'attaquer, et il en donne le commandement au chevalier de l'Espinay. Ces trois vaisseaux essuient, sur la route, une tempête si terrible qu'ils sont très endommagés. Le Mercure a ses mâts brisés, ses voiles déchirées, et a beaucoup de mal à se rejoindre la Martinique.
Une fois les vaisseaux radoubés, ils se rendent à Saint-Domingue pour rejoindre le marquis d'Antin et son escadre. Il les détache à nouveau pour aller, croiser au cap Tiburon. Mais, à peine arrivés, ils sont attaqués par six vaisseaux anglais, bien que la guerre n'ait pas été déclarée entre la France et l'Angleterre. Les vaisseaux français se défendent avec courage et forcent les ennemis à se retirer avec de lourdes pertes. L'Estenduère, au commandement de Mercure, s'y distingue à tel point que le chevalier de l'Espinay, sous les ordres duquel il était, rend au marquis d'Antin un témoignage avantageux de la conduite de cet officier.
L'Estenduère reçoit l'ordre de retourner à Brest, avec Le Mercure, et n'y arrive qu'après une traversée mouvementée. Il doit faire face à une pénurie de vivres et à la maladie de son équipage, enfin à une forte tempête et à son vaisseau qui « faisait eau de tous côtés. » Le compte-rendu qui est fait au ministre de la Marine de la conduite que l'Estenduère pendant cette campagne, lui vaut de se voir accorder une pension de 1 500 livres,.

#### Guerre de Succession d'Autriche (1740 - 1748)

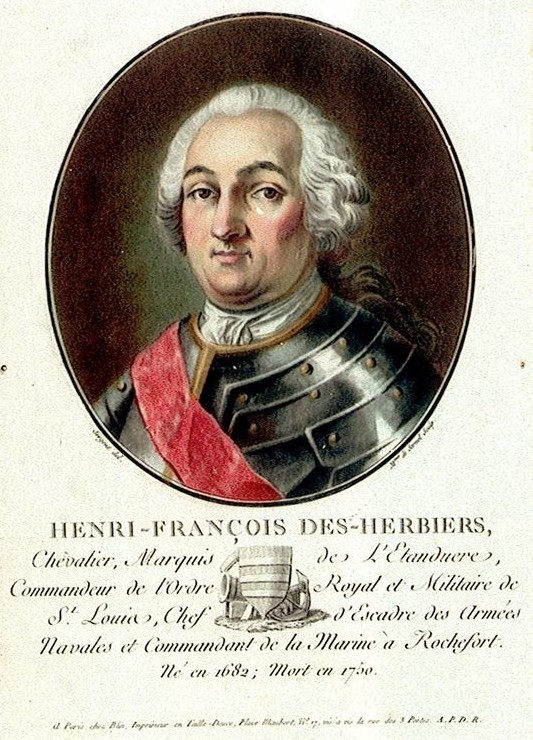
Henri-François des Herbiers, marquis de l'Estenduère

Le roi établit, en 1742, un corps de canonniers de la marine à Dunkerque, et en donne le commandement au marquis de l'Estenduère. Maurepas l'informe que le Roi lui accorde le choix des officiers qui devaient servir sous ses ordres. Il prend, avec lui, son fils et son gendre qu'il avait instruits dans l'art de l'artillerie, et qui étaient en état de le seconder. Il sut enfin communiquer ses talents à ses élèves, les exciter par son zèle, son activité, et forma bientôt un corps d'artillerie tel que le roi le désirait.
Le maréchal de Noailles, qui avait entendu faire l'éloge de ce corps, le demande, en 1744, lorsqu'il fait le siège de Furnes, malgré la présence de l'artillerie de l'armée de terre,. Alors que le marquis de l'Estenduère va faire au maréchal état de ses progrès, et prendre ses ordres. Le maréchal lui dit : « II faut vous hâter de dresser vos batteries et de tirer. Monseigneur ». Ce à quoi l'Estenduère répond : « Il y a plus de trois heures qu'elles sont un feu très vif. » À peine a-t-il fait cette réponse, qu'un officier de l'artillerie de terre entre dans la tente du maréchal, qui lui demande si la batterie de la marine est prête, et si elle fait bon feu. L'officier, ne connaissant pas l'Estenduère, répond que la batterie de la marine ne tirait pas, et qu'il ne tirerait pas non plus le lendemain. Le maréchal de Noailles réplique alors : « Mais on m’a assuré qu'elle tire depuis longtemps », et croyant alors que l'Estenduère l'a trompé, et jette sur lui un regard noir. L'Estenduère lui assure à nouveau qu'elle tire, malgré tous les obstacles dont il lui fait le détail. Le maréchal décide d'aller vérifier par lui-même. En arrivant, il constate que la batterie de la marine faisait un feu très soutenu et il n'avait pas fini son inspection lorsqu'on aperçut les assiégés arborer le pavillon blanc. Le maréchal de Noailles, reconnaissant, fait l'éloge du marquis de l'Estenduère en présence de toute l'armée, et blâme ceux qui avaient voulu le desservir. Ce corps d'artillerie de Marine est employé à plusieurs autres sièges pendant cette guerre.
Lorsque le maréchal de Noailles retourne à la Cour, il y fait un si bel éloge des talents de l'Estenduère, que le roi l'élève à la dignité de chef d'escadre.
Le 1er janvier 1745, le marquis de l'Estenduère reçoit l'ordre de se rendre à Brest, et d'y prendre le commandement de quatre vaisseaux de guerre qui étaient chargés d'escorter une flotte considérable destinée à ravitailler Saint-Domingue. En sortant de Brest, il rencontre quatre frégates anglaises ; s'en empare et continue sa route jusqu'à sa destination, où la flotte débarque. Le marquis de l'Estenduère tombe gravement malade, peu après son arrivée à Saint-Domingue, et ne doit sa survie qu'au soins prodigués par une habitante de l'île Dès qu'il est en état de reprendre la mer, il retourne en France. En 1746, la cour le charge d'aller avec le comte de Chabannes commandant à La Rochelle, visiter les côtes de Saintonge, d'Aunis et du Poitou, et de les mettre en état de défense, au cas où les ennemis voudraient les attaquer.
Le ministre de la Marine, apprenant que les colonies manquaient de vivres, fait charger deux cent cinquante-deux vaisseaux de toutes les provisions nécessaires ; mais, craignant que cette flotte ne soit capturée, elle décide de confier l'escadre au marquis de l'Estenduère.

##### Bataille du cap Finisterre (octobre 1747)

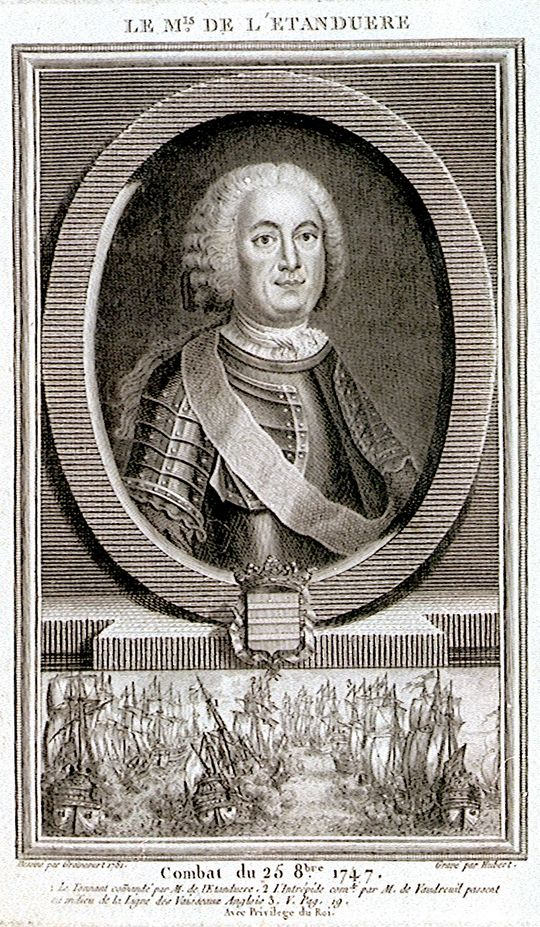
Le marquis de l'Estenduère avec une représentation de la bataille du cap Finisterre.

Tous les préparatifs étant faits, l'Estenduère sort de la rade de Chef du Bois, devant la Rochelle, le 17 octobre 1747, avec une escadre composée de huit vaisseaux de lignes et d'une frégate, escortant une flotte de 252 navires marchands. L'Estenduère divise l'escadre en deux lignes : l'une est composée de vaisseaux de guerre, à la tête desquels était Le Tonnant (80 canons) qu'il commande ; l'autre de sept vaisseaux marchands, armés en guerre, et du vaisseau Le Confiant. L'espace entre les deux lignes était rempli par les 145 navires marchands restant. Chaque ligne fait alors environ trois lieues de long. Les vaisseaux de guerre devaient toujours couvrir la flotte marchande, et se serrer à la longueur de deux ou trois câbles.
De l'Estenduère dirige sa route au nord de Rochebonne, pour éviter les ennemis qui croisent vers le cap Finisterre et le cap Ortegal,. Le vent lui est alors favorable et il avance rapidement ; mais deux vaisseaux anglais en croisière aperçoivent la flotte française, le 21 octobre, et vont en informer contre-amiral Hawke qui commandait une escadre anglaise de vingt-trois vaisseaux de ligne.
Le 27 octobre, à l'aube, le marquis de l'Estenduère voit qu'une partie des vaisseaux de la flotte marchande qu'il escorte est à plus de trois lieues de distance, en raison de fausses manœuvres faites pendant la nuit. Il se met en panne pour les attendre. Peu de temps après, il en apparait plusieurs autres au loin. Il croit à nouveau que ces navires font partie de la flotte marchande, et se met une seconde sois en panne pour les attendre. Mais il se rend compte assez vite qu'il s'agit en réalité de l'escadre anglaise qu'il voulait éviter. Il fait alors signal aux vaisseaux marchands de passer sous le vent, de forcer de voiles, en même temps, aux vaisseaux de guerre de se ranger sur une ligne et de se préparer au combat, afin que les ennemis concentrent leurs forces sur eux, et que les vaisseaux marchands aient le temps de fuir.
Une fois les Anglais à portée de canon, le marquis de l'Estenduère donne le signal du combat. Il est, à cet instant, attaqué par quatre vaisseaux anglais ; plusieurs autres longent la ligne française, et arrivent sur lui. Il doit faire face à un feu terrible, les vaisseaux qu'il repousse sont aussitôt remplacés par d'autres. Le Tonnant se bat successivement contre treize ou quatorze vaisseaux, et se trouve souvent seul contre cinq. Son mât de perroquet de fougue, ses deux vergues et le grand mât de hunier sont abattus. La vergue du petit hunier tombe sur le pont, son grand mât reçoit trois boulets et menace de céder. Presque tous ses haubans et son étai sont coupés ; tous les autres mâts sont percés ; les haubans du mât de misaine sont également coupés. Ses voiles déchirées ne sont plus que des lambeaux suspendus aux vergues. Plusieurs canons de la première batterie sont hors d'état de servir et, dans la seconde batterie, plusieurs canons sont à l'eau. Enfin, les mâts, penchant de tous côtés, menacent l'équilibre du vaisseau.

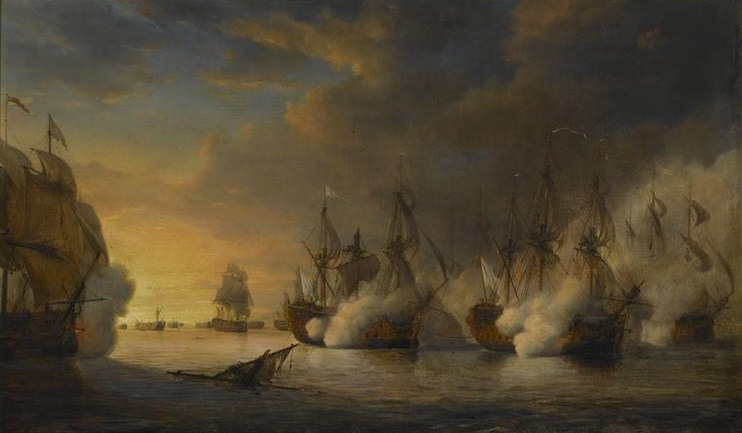
« Combat de l'Intrépide s'élançant au secours du Tonnant », Huile sur toile de Pierre-Julien Gilbert, Palais du Luxembourg, Paris (1836)

La position de l'Estenduère est alors critique. Entouré de vaisseaux ennemis qui le combattent à demi-portée de pistolet, il se défend encore, effrayant même les Anglais qui n'osent pas l'aborder. Cependant les forces du Le Tonnant finissent par s'épuiser, et sa perte semble inévitable. Les Anglais, dont il a longtemps repoussé les efforts et bravé la fureur, pensent le voir se rendre. Rigaud de Vaudreuil, qui commande L’Intrépide, est à une demi-lieue devant en compagnie des vaisseaux Le Terrible, commandé par le comte du Guay, et Le Trident, par le marquis d'Amblimont, ils affrontent le reste de l'escadre ennemie. Vaudreuil voit le danger auquel est confronté l'Estenduère et vole à son secours. Il vire de bord et passe au milieu des vaisseaux ennemis, les écarte par un feu terrible, rejoint le marquis de l'Estenduère, dans l'intention de le débarrasser, ou de périr avec lui. Les Anglais, fatigués du combat qu'ils viennent d'essuyer contre l'amiral français, et étonnés de l'intrépidité du marquis de Vaudreuil, s'éloignent et donnent le temps aux Français de respirer et de réparer un peu leurs vaisseaux. L'amiral anglais Hawke, furieux de voir qu'une proie, presque certaine, lui échappe, revient à la charge avec six vaisseaux. Cette dernière attaque dure plus d'une demi-heure, mais il voit que ses efforts sont encore inutiles : ses ponts sont couverts de morts, ses équipages diminuent, et il finit par se retirer. Le marquis de l'Estenduère et Vaudreuil profitent de ce répit et de la nuit, qui survient, pour s'éloigner.
Le nombre de morts et de blessés sur le vaisseau amiral est limité pour un combat qui a duré plus de sept heures. Il ne compte sur Le Tonnant que 23 morts, parmi lesquels on comptait Monsieur de Barras, garde du pavillon, ainsi que 80 blessés,. Le marquis de l'Estenduère a lui-même reçu un éclat de poulie au bras droit, et un autre à une jambe. Le comte du Chaffault, alors capitaine en second, est blessé au visage ; le chevalier d'Aubure, lieutenant de vaisseau ; Monsieur de Valmenier, chef de brigade de la compagnie de Rochefort ainsi que quatre gardes de pavillon, sont aussi blessés.
Latouche-Tréville, alors major du marquis de l'Estenduère, se distingue tout particulièrement lors de ce combat, il est lui aussi blessé à la tète. Henry-Alexandre de La Roche Saint-André, garde du pavillon, se distingue également par ses actions. Philippe-François Bart, premier lieutenant de ce vaisseau et petit-fils du célèbre Jean Bart, est également présent lors de ce combat.
Les Français perdent plusieurs vaisseaux de guerre, mais parviennent grâce à leur courage et à un combat acharné à sauver presque toute la flotte marchande. Plus tard, le bailli de Suffren, qui a pris part au combat embarqué sur Le Monarque (74), se plaira à raconter dans le plus grand détail ce fait d’armes, qu’il considérait comme un des plus glorieux qui se soient livrés sur mer.
L'Estenduère, hors de portée des Anglais, se fait prendre à la remorque par L'Intrépide commandé par Monsieur de Vaudreuil, et rentre ainsi dans le port de Brest. Il écrit peu de temps après une lettre à Vaudreuil :

« Jamais manœuvre n'a été plus belle, plus fière et plus distinguée que celle que vous avez faite, mon cher Vaudreuil ; vous m'avez tiré d'affaire au moment où j'allais être obligé de céder à la force… Il ne s'agit plus que de nous raccommoder pour tâcher de gagner les côtes de France. Nous pouvons bien dire avoir fait la manœuvre des convois, qui est de se faire hacher pour sauver la flotte. Je vous embrasse, mon cher Vaudreuil, et je vous remercie de votre bon secours. Tachons de nous tenir bien près l'un de l'autre, et de rendre encore un bon combat, s'il est nécessaire. »

### Retour en France et mort

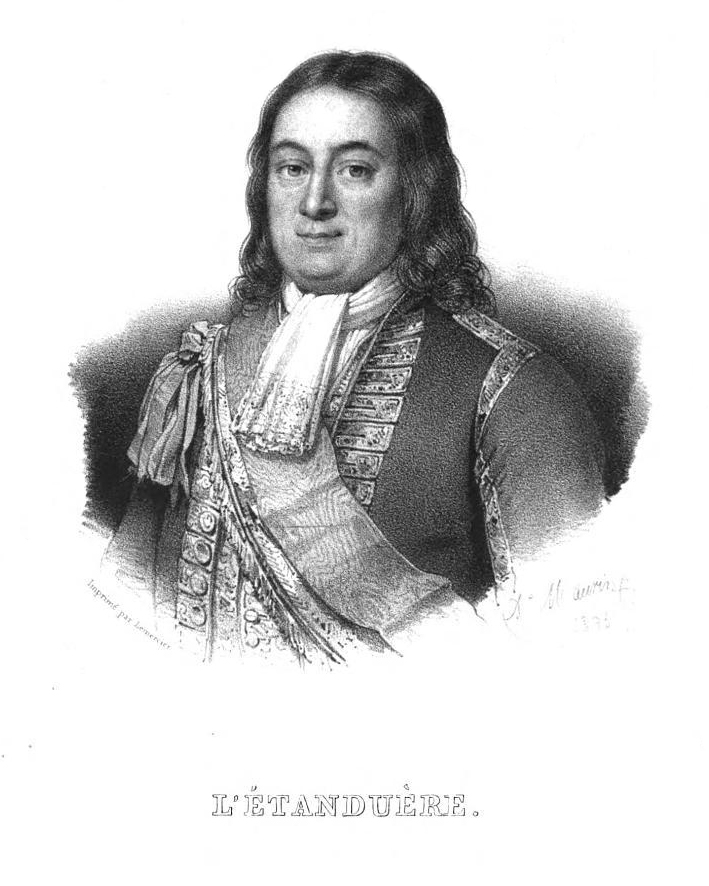
Portrait du marquis de L'Estenduère (Gravure du XIXe siècle

À son retour en France, le marquis de l'Estenduère est nommé commandant de la marine au département de Rochefort. Il reçut le cordon rouge de Commandeur de l'ordre royal et militaire de Saint-Louis, et le roi lui accorde une pension de 2 000 livres ; mais il ne jouit pas longtemps de ces honneurs. Son fils, qui avait servi à ses côtés au combat du Cap Finisterre à bord du Tonnant, mourut au mois d'avril 1749. La perte de ce jeune homme, qui donnait les plus belles espérances à la marine, afflige si vivement L'Etanduère qu'il n'y survit pas. Après avoir mené, pendant un an, une vie languissante, il succombe en mars 1750, à l'âge de soixante-huit ans.

### Jugement de ses biographes
Dans son ouvrage, Les Fastes de la Marine françoise (1787), l'historien et biographe Adrien Richer dresse du marquis de l'Estenduère un portrait flatteur :

« À une connaissance parfaite de la manœuvre, il joignait une activité et un courage toujours guidés par la prudence : il savait braver le danger, et l'éviter, selon les conjonctures où il se trouvait. Il donnait aux officiers qui servaient sous lui des ordres toujours justes et précis ; semblait se multiplier, et être partout en même temps. Son, exemple excitait les officiers, les soldats et les matelots. Chacun se serait fait un reproche de ne pas imiter un général qui, sans cesse, exposait sa vie pour conserver la leur. M. de l'Estenduère, terrible dans les combats, était doux et affable dans la société : il partageait sa tendresse entre sa femme et ses enfants, et les rendait tous heureux. »

### Mariage et descendance
Il épouse en 1723 Marie Olive Gaillard, veuve de monsieur Descoyeux, capitaine de vaisseau, et fille de monsieur Gaillard, commissaire de la marine, au département de Rochefort, de cette union naissent deux enfants, :
- un garçon, François des Herbiers (1726-1759), qui meurt avant son père, sans être marié ;
- et une fille, Marie Olive des Herbiers de L'Estenduère. Cette dernière épouse en 1740 Charles des Herbiers, seigneur de la Raslière, son cousin, le protégé de son père, qui meurt en 1751 ; puis en 1753, à Gaspard Cochon-Dupuy, écuyer, conseiller du roi, docteur régent de la faculté de Paris et directeur de l'École de médecine navale de Rochefort, fils de Jean Cochon-Dupuy[72]. Du premier mariage naissent trois fils :
  - l'aîné meurt à Rochefort en 1770, âgé de 23 ans ;
  - le second, Antoine-Augustin Desherbiers, marquis de l'Estenduère, chevalier de Malte et général d'infanterie ;
  - le troisième, Charles-César Séraphin de l'Estenduère, chevalier de Malte et lieutenant de vaisseau.

Alexis-Augustin, dernier enfant de la branche aînée de la maison Desherbiers, et neveu du marquis de l'Estenduère, n'ayant pas d'héritiers mâles, il donne aux enfants de sa cousine, madame des Herbiers, le fief de l'Estenduère, qu'il possédait, comme héritier de la branche aînée, afin qu'ils puissent porter le nom que leur aïeul avait illustré.